# Gladstone Gander
Gladstone Gander (conocido como Narciso Bello en España, Pánfilo Ganso en cómics de México y Colombia, y Glad Consuerte en cómics de Argentina, Chile, y antiguamente Colombia) es un personaje ficticio de The Walt Disney Company. Fue creado por Carl Barks para Western Publishing, debutando en la historia "Los faroleros" (1948), y es un ganso antropomórfico, parte de la familia Pato, y primo del Donald Duck, con quien rivaliza por el amor de Daisy. Es un personaje holgazán e irritante, cuya suerte desmesurada le da todo lo que desea sin necesidad de esforzarse. Su filosofía de vida es dejar todo al azar y aprovechar las oportunidades que aparecen.
Su primera aparición fue en el Wintertime Wager, en enero de 1948. En los años siguientes, junto con Scrooge McPato se convertirían en miembros prominentes dentro de los personajes secundarios de Donald. Glad pronto comenzó a rivalizar con su primo en varias apuestas personales y organizando competencias. El tópico de su increíble suerte fue introducido en Race to the South Seas, publicada en 1949. Esta historia fue también la primera en presentar a Donald y Gladstone compitiendo por obtener la herencia del Tío Scrooge, del cual ambos aseguran ser el pariente más cercano, aunque Rico McPato ha expresado dudas acerca de si Gladstone es realmente parte de la familia.
Gladstone también rivalizó con su primo en una búsqueda de tesoro en Luck of the North, publicada en diciembre de 1949, una de sus apariciones más extensas. Es esta una de las raras ocasiones en la que su suerte se combina con un esfuerzo consciente de su parte para probar que es un aventurero competente e ingenioso por cuenta propia. Luck of the North introdujo la rivalidad con Donald por el cariño de Daisy, un triángulo amoroso que se convertiría en un tema recurrente en las décadas siguientes. Daisy tiene citas con ambos primos y tiene a ambos en la palma de su mano. Por todas estas razones, él y Donald se encuentran en una intensa y mutua rivalidad.
Don Rosa comentaba sobre este personaje:

Gladstone es incapaz de realizar el menor esfuerzo para conseguir algo que su suerte no sea capaz de darle, y cuando las cosas no salen como espera, se resigna inmediatamente, seguro de que a la vuelta de la esquina lo estará esperando una billetera, caída del bolsillo de algún transeúnte.

Debido a su suerte, Gladstone no posee logros de los cuales pueda estar orgulloso o tener ambiciones, ya que es incapaz de planificar algo a largo plazo. Esto es el mayor contraste con su tío McPato, que ha debido esforzarse para obtener provecho, está fuertemente motivado por sus ambiciones y se enorgullece por acumular fortuna hecha de su propio esfuerzo. En cambio, Glad encuentra detestable el trabajo y tuvo una sola colocación como empleado en toda su vida.
Al igual que su otro primo Fethry Duck, a Gladstone no le interesan demasiado las convenciones sociales. Algunas veces se les ha descrito como los hippies de la familia. Su relación exacta en el árbol genealógico de la familia McPato es algo incierta. En la versión original del árbol familiar de Carl Barks de los años 1950, Gladstone era el hijo de Luke Ganso y Daphne McPato, quien murió por comer demasiado en un pícnic gratuito. Más tarde, Gladstone fue adoptado por Matilda McPato y Goosetave Ganso. Tras echarse atrás Barks con el tema de la adopción, la historia fue modificada. En una versión más reciente de Don Rosa, Daphne McPato se casó con Goosetave Ganso, y los dos son los padres de Gladstone. En la historia The Sign of the Triple Distelfink, publicada el 4 de febrero de 1997, se adicionó el dato de que Gladstone nació en 1920, el mismo día que el cumpleaños de Daphne, por lo cual heredó la suerte de su madre.
En algunas publicaciones italianas recientes, se caracteriza en persona a la diosa protectora de la suerte de Gladstone. La "Diosa de la Suerte" es llamada Fortuna. En la historia  Gastone e il debole dalla Fortuna, realizada por Enrico Faccini y Augusto Maccheto, publicada el 28 de marzo de 1998, la diosa toma un aspecto mortal para tener la oportunidad de conseguir una cita con su ganso favorito y aparece muy enamorada de él.
Gladstone aparece ocasionalmente en la serie animada Patoaventuras, su voz siendo interpretada por Rob Paulsen. Por otro lado, Gladstone es casi desconocido para los seguidores de los dibujos animados, pero es un personaje muy importante del universo de McPato y muy familiar entre los lectores de historietas.

## Apariciones

### Series de cómics
- Walt Disney Comics & Stories (Gold Key): Wintertime Wager (1948)
- Topolino (Panini Comics) - en 1949
- Donald Duck (Gold Key): "Slogan" publicitario (1953)
- Mickey Mouse (Gold Key): Snow Shoveling (1956)
- Zé Carioca (April): Zé Carioca contra O Goleiro Gastão (1961)
- Uncle Scrooge (Gold Key): The Golden Nugget (1961)
- Moby Duck (Gold Key): Whalers' Luck (1970)
- The Beagle Boys (Gold Key): With a Little Bit of Luck (1971)
- Daisy and Donald (Gold Key): The Birdwalk (1973)
- Huey, Dewey and Louie Junior Woodchucks (Gold Key): The Impassable Pass (1976)
- Chip 'n Dale (Gold Key): The Wishing Pond (1980)
- Disney Adventures (Disney Comics): It's Lucky to Be Smart (1991)
- Minni & Company (Disney Italia): Amelia e il trionfo del vero amore! (1993)
- DuckTales (Boom! Studios): Rightful Owners Part 3: Heavy Hangs the Head (2011)
- DuckTales (IDW Publishing) (2018)

### Libros
- Some Ducks Have All the Luck (Little Golden Books) (1987)

### Series de televisión
- Topolino TV Show (1982): Aparece como un intro animado, que aparece a los personajes de Disney, incluyendo a Gladstone Gander caminando.
- Patoaventuras (1987-1988)
- House of Mouse (2001; Cameo en el episodio "Goofy for a Day")
- Patoaventuras (2017-2021)

### Atracciones
- Donald Duck's 50th Birthday Parade (1984)

### Videojuegos
- Donald Duck: Goin' Quackers (2000)